# Nycticorax
Nycticorax é um gênero de aves da família Ardeidae. Pode ser encontrada em todos os continentes, exceto na Antártida.

## Espécies
Possuía quatro espécies, já que recentemente foram extintas duas:
- Nycticorax nycticorax
- Nycticorax megacephalus - da ilha Rodrigues (extinto)
- Nycticorax duboisi - da ilha Reunião (extinto)
- Nycticorax mauritianus - da ilha Maurício (extinto)
- Nycticorax olsoni - da ilha Ascensão (extinto)
- Nycticorax kalavikai - da ilha de Niue (pré-histórico)
- Nycticorax sp. - da América do Norte (pré-histórico)
- Nycticorax caledonicus - da Indonésia, Filipinas, Nova Guiné, Melanésia e Austrália
  - Nycticorax caledonicus crassirostris (extinto)